# Мой мальчик Джек
«Мой мальчик Джек» (англ. My Boy Jack) — драма 2007 года, поставленная по одноимённой пьесе Дэвида Хэйга (1997). Телефильм раскрывает историю писателя Редьярда Киплинга и его сына Джона, погибшего в годы Первой мировой.
Положительно воспринят критиками, в особенности игра Дэниела Рэдклиффа и Дэвида Хэйга. Ким Кэттролл удостоилась противоречивых отзывов.

## Сюжет
1914 год. Великобритания объявляет войну Германии. Охваченный патриотизмом выдающийся писатель Редьярд Киплинг сотрудничает с советом по пропаганде британской армии, выступает перед публикой, пишет статьи. Его единственный сын 17-летний Джек тем временем пытается поступить на флот, но на первом же медосмотре проваливается из-за сильной близорукости, он ничего не видит без очков. Несмотря на неодобрение и протесты матери и сестры, опасающихся, что сын с плохим зрением погибнет на грядущей бойне, отец и сын непреклонны в своём решении. Джеку не удаётся пройти и в армию, он сильно переживает, поскольку некоторые его знакомые уже отправились на фронт. Редьярд Киплинг, хорошо знакомый с высшими военными чинами, использует всё своё влияние и Джек получает назначение вторым лейтенантом в полк ирландской гвардии. Он с энтузиазмом проходит подготовку и даже обучается метко стрелять, придумав специальное приспособление для очков. Вскоре он принимает под своё начало команду новобранцев, а затем направляется на фронт во Францию.
Спустя шесть месяцев лейтенант Киплинг командует взводом из волонтёров на передовой. В день своего восемнадцатилетия он получает приказ идти в наступление. Вскоре его родители получают телеграмму со страшным известием — Джек пропал без вести. Отец надеется на ранение или плен. Его мать и сестра не падают духом и приступают к поискам. Проходит два года. Надежда до сих пор не покинула семью Киплинг. Всё это время они неустанно собирают информацию о сыне, расспрашивая выживших участников той битвы и составляя картину происшедшего. Наконец, к ним прибывает раненый солдат Боу, служивший во взводе Киплинга, и рассказывает его семье о событиях того дня. Джек мужественно вёл солдат в атаку, но они попали под обстрел. Он собрал группу выживших и поднял их в атаку, но солдаты попали под огонь германского пулемётчика. Джек был ранен, потерял очки, и, ползая по земле в их поисках, был добит пулемётной очередью. Потрясённый горем Редьярд Киплинг пытается утешить жену, рассказывая ей одну из своих сказочных историй.

## В ролях
| В ролях         |  | Персонаж            |
| --------------- |  | ------------------- |
| Дэниел Рэдклифф |  | Джон (Джек) Киплинг |
| Дэвид Хэйг      |  | Редьярд Киплинг     |
| Ким Кэттролл    |  | Кэролайн Киплинг    |
| Кэри Маллиган   |  | Элси Киплинг        |
| Джулиан Уэдхем  |  | король Георг V      |

## Награды и номинации
Полный перечень наград и номинаций — на сайте IMDB
| Премия                                   | Категория                            | Имя                                    | Результат |
| ---------------------------------------- | ------------------------------------ | -------------------------------------- | --------- |
| BAFTA 2008 г.                            | Лучший грим                          | Морна Фергюсон и Лоррейн Глинн         | Победа    |
| BAFTA 2008 г.                            | Лучшая работа художника-постановщика | Дэйв Эрроусмит                         | Номинация |
| Golden FIPA 2008 г.                      | Лучший сценарий                      | Дэвид Хэйг                             | Победа    |
| Broadcasting Press Guild Award 2008 г.   | Лучшая драма                         | Дуглас Рэй, Брайан Кирк и Майкл Кейси  | Номинация |
| Magnolia Award 2008 г.                   | Лучший телефильм, серебряная награда |                                        | Победа    |
| Irish Film and Television Awards 2008 г. | Лучший дизайн костюмов               | Лорна Мари Мюган                       | Номинация |
| Irish Film and Television Awards 2008 г. | Лучший грим                          | Морна Фергюсон и Лоррейн Глинн         | Номинация |
| Irish Film and Television Awards 2008 г. | Лучшая драма                         |                                        | Номинация |
| Irish Film and Television Awards 2008 г. | Лучший звук                          | Брендан Дэйзи, Кен Гэлвин и Никки Мосс | Номинация |